# Aldo Oviglio

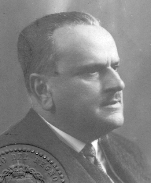
Aldo Oviglio (1929)

Aldo Oviglio (* 7. Dezember 1873 in Rimini; † 19. August 1942 in Bologna) war ein italienischer Politiker der Nationalen Faschistischen Partei PNF (Partito Nazionale Fascista), der unter anderem zwischen 1922 und 1925 Minister für Justiz und Religion war.

## Leben
Aldo Oviglio, Sohn von Francesco Oviglio und Ida Malvolti, absolvierte ein Studium der Rechtswissenschaften zunächst an der Universität Padua und ab 1892 an der Universität Bologna und war nach dessen Abschluss mit der Laurea in Giurisprudenza als Strafverteidiger (avvocato penalista) tätig. 1909 wurde er in eine der Logen des Grande Oriente d’Italia aufgenommen. Seine politische Laufbahn begann er in der Kommunalpolitik als Mitglied des Stadtrates von Bologa und später vom 8. August 1910 bis zum 14. Dezember 1913 als Mitglied des Rates der Provinz Bologna. Am 11. Juni 1921 wurde er Mitglied der Abgeordnetenkammer (Camera dei deputati), der er bis zum 21. Januar 1929 angehörte. Im Kabinett Mussolini fungierte er zwischen dem 31. Oktober 1922 und seiner Ablösung durch Alfredo Rocco am 4. Januar 1925 als Minister für Justiz und Religion (Ministro della giustizia e degli affari di culto). Er wurde am 17. Dezember 1922 Großoffizier des Orden der Krone von Italien sowie am 7. Juni 1923 Großoffizier des Ritterorden der hl. Mauritius und Lazarus. Zugleich war er zwischen dem 1. März 1923 und dem 31. Oktober 1928 auch Präsident des Rates der Provinz Bologna. Am 30. Dezember 1923 wurde ihm auch das Großkreuz des Orden der Krone von Italien verliehen.
Nach seinem Ausscheiden aus der Abgeordnetenkammer wurde Oviglio am 24. Januar 1929 zum Mitglied des Senats des Königreichs (Senato del Regno) ernannt und gehörte diesem bis zu seinem Tode am 19. August 1942 an. Während seiner Senatszugehörigkeit wurde er am 14. Dezember 1932 Mitglied der Parlamentarischen Kommission für die Stellungnahme zum Entwurf des Justizsystems und war zuletzt zwischen dem 17. April 1939 und dem 19. August 1942 Mitglied der Kommission für Inneres und Justiz.